# Léna (musicien)
 (juin 2024).
Si vous disposez d'ouvrages ou d'articles de référence ou si vous connaissez des sites web de qualité traitant du thème abordé ici, merci de compléter l'article en donnant les références utiles à sa vérifiabilité et en les liant à la section « Notes et références ».
Pour les articles homonymes, voir Léna (homonymie).
Lena est l'un des pseudonymes de Mathias Delplanque, musicien nantais né à Ouagadougou au Burkina Faso. 

## Biographie
Il doit ce nom au personnage de Lena Grove dans le roman Lumière d'août (Light in August) de William Faulkner. La musique produite sous le nom de Lena est électronique et fortement influencée par le dub jamaïcain, auquel Mathias Delplanque emprunte la rythmique lancinante, la basse profonde et répétitive et la palette d'effets sonores.
Dans le courant de l'année 2008, un nouveau projet s'est développé, en filiation avec le projet Lena : Lena & The Floating Roots Orchestra, basé sur des collaborations avec des musiciens issus d'horizons divers (Rob Mazurek, Steve Argüelles, Charlie O., Black Sifichi, Daniel Givens, Julien Jacob...). L'album Lost-Wax est sorti en octobre 2008 sur le label Plush! (son mastering a été confié au producteur berlinois Moritz von Oswald), et cet ensemble a géométrie variable a depuis donné de multiples concerts, sous des formes diverses et dans des contextes variés (scènes, clubs, centres d'art...).
Mathias Delplanque officie également sous le pseudonyme de Bidlo (projet collagiste-electronica dont le premier album est paru sur le label anglais Harmsonic en 2000), et sous son propre nom - signant alors des pièces de musique à mi-chemin entre électro-acoustique, ambient et electronica. Ses disques sont parus sur divers labels internationaux, dont Bruit Clair, son propre label fondé en 2009. Le projet Lena est mis en pause en 2010, au profit d’autres aventures sonores. 
Le 28 septembre 2023, Mathias Delplanque redonne un concert à Nantes sous le nom de Lena après 13 ans d’absence. Il s’agit d’improvisations à partir de nouveaux matériaux, assemblés en dernière minute. L'enregistrement de ce concert donne lieu à la production d'une cassette Quartz Locked - A Fur Piece sur le label Radio Mulot. Janvier 2024, Lena est de retour en live au Blockhaus DY10 à Nantes. 

## Discographie de Mathias Delplanque

### Bidlo
- Bilder (Harmsonic, 2000)
- Journée Portes Ouvertes (Harmsonic, 2000)

### Lena
- Lane (Quatermass, 2002)
- Floating Roots (Quatermass, 2004)
- The Uncertain Trail (Sounds Around, 2007)
- Circonstances / Variations 1-4 (Sounds Around / Bruit Clair, 2010)
- Quartz Locked - A Fur Piece (Radio Mulot / France Museau, 2024)

### Lena & The Floating Roots Orchestra
- Lost Wax (Plush!, 2008)

### Mathias Delplanque
- Ma chambre quand je n'y suis pas (Montréal) (Mondes Elliptiques, 2006)
- SOL (Insubordinations, 2006)
- Le Pavillon Témoin (Low Impedance, 2007)
- La Plinthe (Optical Sound, 2008)
- L'Inondation (Mystery Sea, 2008)
- Ma chambre quand je n'y suis pas (Paris) (Taâlem, 2009)
- Parcelles 1-10 (Bruit Clair, 2009)
- Passeports (Bruit Clair / Cronica Electronica, 2010)
- Chutes (Baskaru, 2013)